# Aphidius montanus
Aphidius montanus är en stekelart som beskrevs av William Harris Ashmead 1890. Aphidius montanus ingår i släktet Aphidius och familjen bracksteklar. Inga underarter finns listade i Catalogue of Life.